# Aladar Paasonen
Aladar Paasonen (en finnois Aladár Antero Zoltán Béla Gyula Arpád Paasonen), né le 11 décembre 1898 à Budapest et mort le 6 juillet 1974 à Flourtown en Pennsylvanie est un colonel finlandais. 
Il est le fils du professeur Heikki Paasonen et de Marisa Paskay Palasth.

## Biographie
Il participe à la guerre civile finlandaise dans la Garde blanche en tant que sous-lieutenant et suit les cours de l'académie militaire finlandaise. Polyglotte, il est envoyé à l'École spéciale militaire de Saint-Cyr et à l'École supérieure de guerre où il côtoie le commandant Charles de Gaulle entre 1922 et 1924. Il est attaché militaire à Moscou entre 1931 et 1933 puis à Berlin en 1933.
Il est collaborateur de Kyösti Kallio, envoyé avec la délégation finlandaise pour les négociations de Moscou en octobre-novembre 1939 avec Juho Kusti Paasikivi et Johan Nykopp.

Lorsque la Guerre d'Hiver éclate, Paasonen est à Paris pour y conclure des achats d'armes. (La France lui confère la Légion d'honneur au grade de officier.) La guerre de Continuation arrive et il est commandant du JR5 en 1941 et 1942. Le général Mannerheim l'appelle à la commission des achats de 1942 à 1944.
Après la guerre, à la suite de l'affaire Stella Polaris, il passe en Suède de peur d'être arrêté. Il travaille pour les services de renseignement français en Allemagne de 1945 à 1947 et en Espagne de 1947 à 1948. Paasonen accompagne Mannerheim dans sa retraite en Suisse et l'aide à la rédaction de ses mémoires de 1948 à 1952. Paasonen va aux États-Unis de 1952 à 1955 puis la CIA l'emploie de 1955 à 1963 en Allemagne. Il prend sa retraite aux États-Unis en 1974 et y meurt. Il repose au cimetière de Hietaniemi. Son épouse est décédée en 2013 à 95 ans.

## Crédits
- (fi) Cet article est partiellement ou en totalité issu de l’article de Wikipédia en finnois intitulé « Aladár Paasonen » (voir la liste des auteurs).